# 崎方公園

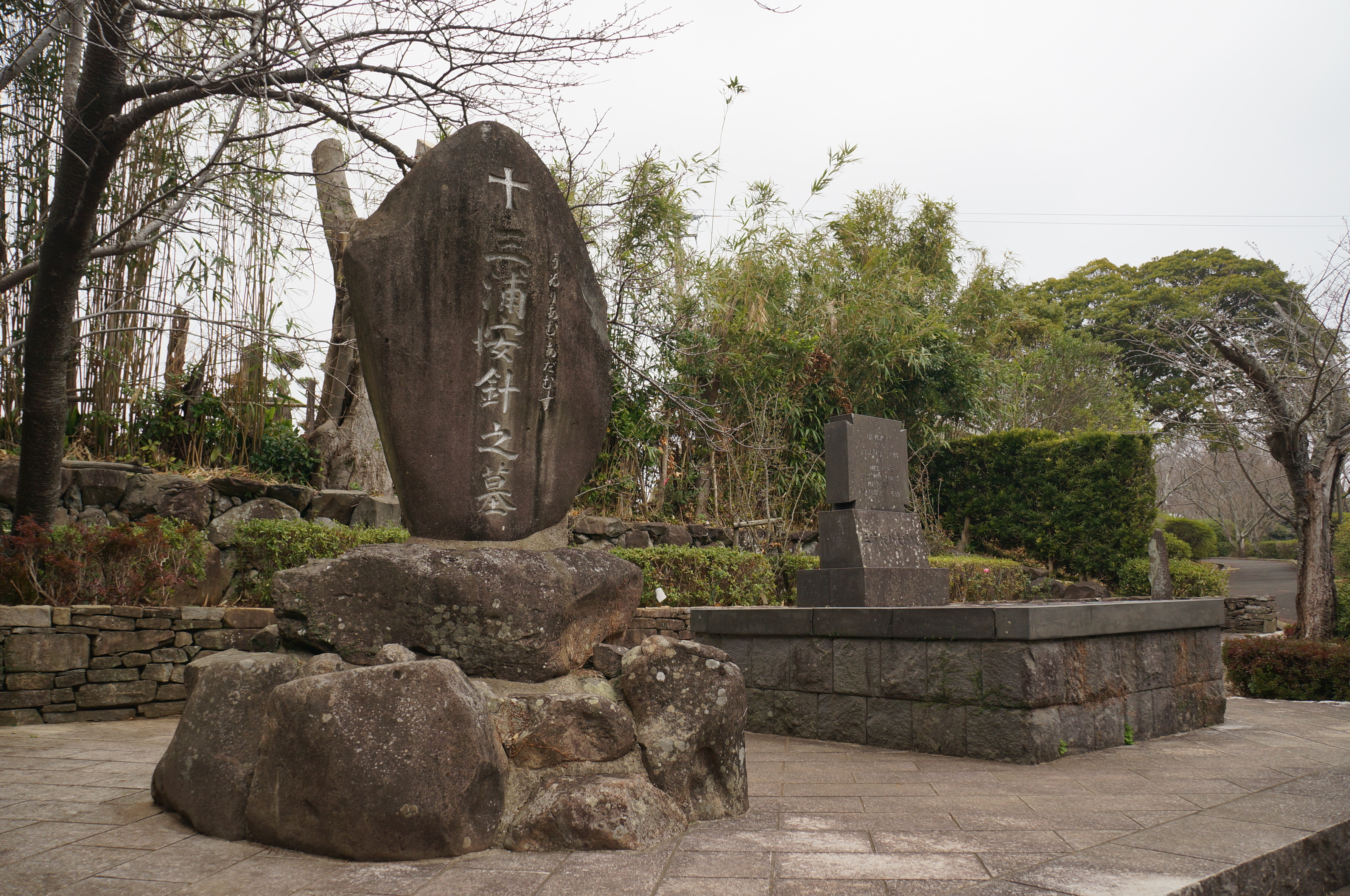
崎方公園にある三浦按針墓碑と夫婦塚

崎方公園（さきがたこうえん）は、日本の長崎県平戸市大久保町にある公園である。

## 概要
ヒラドツツジの名所として知られ、4月から5月にかけてつつじまつりが開催される。フランシスコ・ザビエル記念碑、三浦按針墓地などがある。
三浦按針（ウィリアム・アダムス）の墓（三浦按針墓地、按針塚）は、1954年（昭和29年）に建立されたもので、1964年（昭和39年）のアダムス誕生400年の際にイギリスの妻の墓地より小石を取り寄せて合葬とし夫婦塚とされた。